# Château d'Azuchi
Le château d'Azuchi (安土城, Azuchi-jō) est construit de 1576 à 1579 sur les rives du lac Biwa, au Japon.

## Histoire
La décision de construction est due à Oda Nobunaga pour garder les environs de Kyōto ; cependant il ne construit pas le château dans la ville même de Kyōto pour préserver celui-ci des incendies ou des troubles de la ville. L'emplacement choisi a un autre avantage : c'est le carrefour des grandes routes que pourraient utiliser les grandes forces militaires de l'époque pour mener une attaque. En effet, les terres du clan Uesugi se trouvent au nord du château, celles du clan Takeda à l'est et celles du clan Mōri à l'ouest.
Le château est incendié en 1582.
Le but de ce château est militaire mais il sert à Oda Nobunaga pour intimider ses rivaux. Il fait construire une petite ville autour du château qui héberge en 1582 jusqu'à 5 000 habitants. Pour peupler cette ville, Oda Nobunaga garantit des privilèges sur les impôts et force tous les voyageurs qui passent par là à s'installer dans la ville.
Le château a servi de modèle au château d'Osaka et a donné son nom à une période de l'histoire japonaise : l'époque Azuchi Momoyama.

## Dimensions
- Le château se trouve au sommet d'une colline culminant à 199 mètres (le mont Azuchi).
- Le donjon de 7 étages s'élevait à 46 mètres de hauteur.